# 金裕宅
金 裕宅（キム・ユテク、朝鮮語: 김 유택、英語: Kim Yoo-Taek、1963年10月10日 - ）は、大韓民国・京畿道抱川市出身の元プロバスケットボール選手である。197cmの長身ながらガード並みのスキルを持つ、韓国を代表するセンタープレーヤーであった。

## 経歴
- 中央大学校では、許載とともに大学王座を獲得。
- 在学時より韓国代表としてアジア選手権及びアジア競技大会のメダルを獲得。オリンピックにも出場。
- 卒業後は起亜自動車でプロデビュー。
- 2000年引退。